# Frederik Safft
Frederik Safft (født 1841 i Store Heddinge, død 1883) var en dansk bryder og bager.
Det lykkedes 17. Maj, anden pinsedag, 1869 for Safft at uden problemer besejre Bryderkongen William Heygster fra Crystal Palace i London, men som var født i Bremen. Denne kamp var henlagt til Christiansborg Slots Rideplads i forbindelse med kapridning.  Allerede i første tag havde Safft rystet Heygster, da han lagde ham i det næste fladt på ryggen og kampen var afgjort.  
Cirkus Halvorsen i forlystelsesetablissementet Alhambra udlovede 100 rigsdaler til den som kunne besejre Bryderkongen . 
De efterfølgende ti år var Safft Danmarks største sportsnavn.